# Журналы взысканий
Журна́лы взыска́ний — особые журналы в армии России до революции, в которых фиксировались дисциплинарные взыскания, а также взыскания, налагаемые по решению суда, кроме словесно объявляемых замечаний и выговоров.
Журналы взысканий были двух видов:
- для нижних чинов;
- для офицеров и чиновников[1].

Журналы взысканий для нижних чинов велись в каждой роте или команде, а для офицеров — вёлся один общий по всему полку либо учреждению.
Для обер-офицера — после производства в штаб-офицерский чин, а для чиновника — с назначением на должность не ниже VII класса в журналах взысканий заводились новые листы, а все прежние взыскания, кроме занесенных в послужные списки, исключались. Выписки из журналов взысканий передавались на новое место службы во всех случаях перевода или откомандирования, а также прилагались к делам при возбуждении уголовного преследования.
До 1888 года журналы взысканий для нижних чинов вооружённых сил Российской империи назывались штрафными журналами.